# Anthurium grandifolium
Anthurium grandifolium är en kallaväxtart som först beskrevs av Nikolaus Joseph von Jacquin, och fick sitt nu gällande namn av Carl Sigismund Kunth. Anthurium grandifolium ingår i släktet Anthurium och familjen kallaväxter. Inga underarter finns listade.

## Bildgalleri

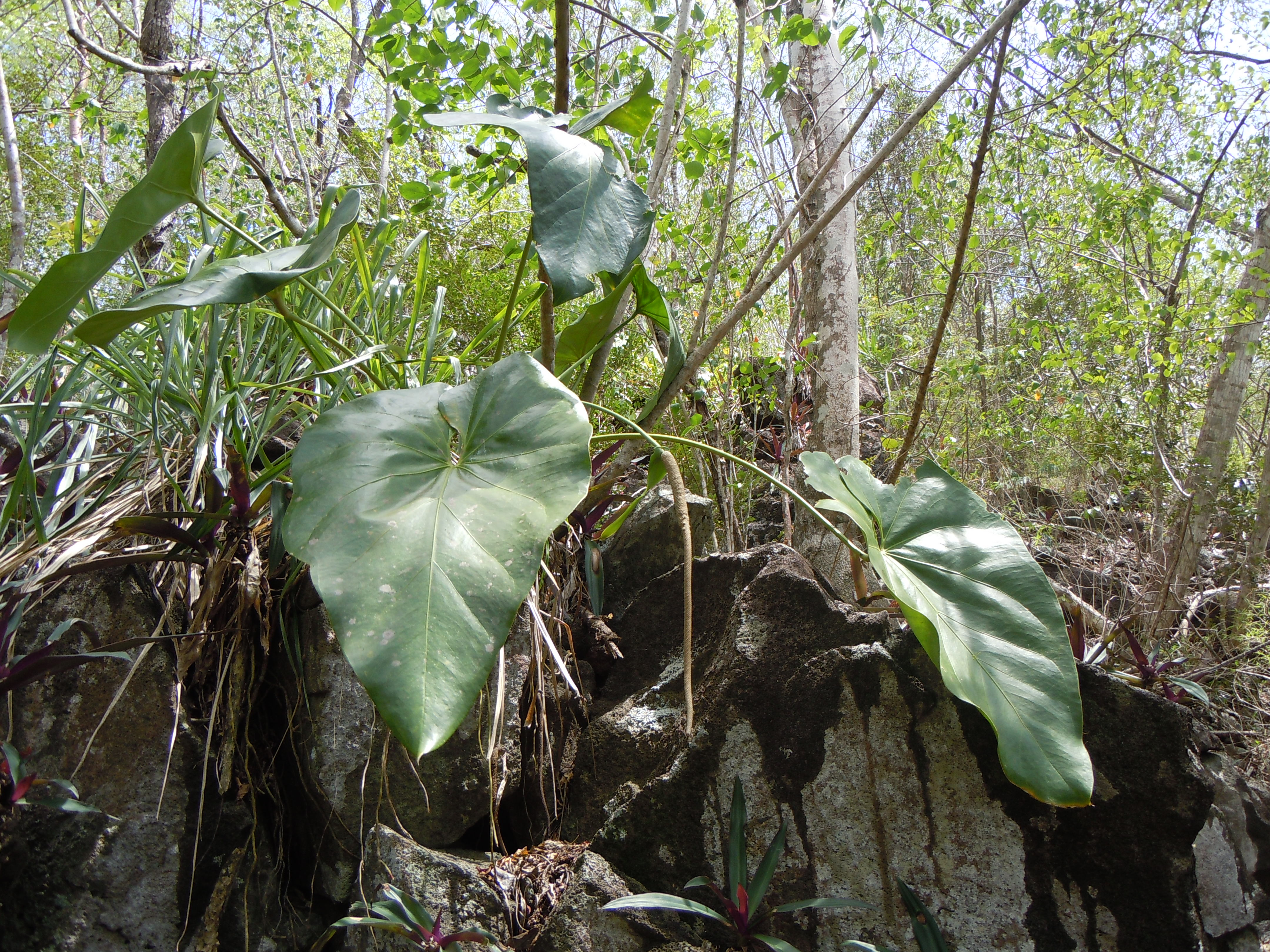